# Овелар, Роберто
Роберто Андрес Овелар Мальдонадо (исп. Roberto Andrés Ovelar Maldonado; родился 1 декабря 1985 года в Куругуати, Парагвай) — парагвайский футболист, нападающий клуба «Мильонариос».

## Клубная карьера
Овелар начал профессиональную карьеру в клубе «Серро Портеньо». В 2007 году он дебютировал в парагвайской Примере. В 2008 году Роберто перешёл в перуанский «Универсидад Сан-Мартин». 25 июня в поединке против «Атлетико Минеро» Овелар сделал «дубль», забив свои первые голы за команду. В своём дебютном сезоне он стал чемпионом страны. В начале 2009 года Роберто перешёл в мексиканский «Крус Асуль». 22 февраля в матче против «Некаксы» он дебютировал в мексиканской Примере. 19 февраля в поединке против «Сан-Луиса» Овелар забил свой первый гол за «Крус Асуль». Летом того же года Роберто вернулся в Перу, подписав соглашение с «Альянса Лима». 13 сентября в матче против «Насьональ Икитос» он дебютировал за новую команду. 5 декабря в поединке против «Универсидад Сесар Вальехо» Овелар забил свой первый гол за «Альянса Лима». В матче против «Кобресоль» он сделал хет-трик.
В начале 2012 года Овелар перешёл в чилийский «Универсидад Католика». Сумма трансфера составила 500 тыс. евро. 28 января в матче против «Палестино» он дебютировал в чилийской Примере. 10 февраля в поединке Кубка Либертадорес против боливийского «Боливара» Роберто забил свой первый гол за «Универсидад Католика», а также в рамках розыгрыша забил в ворота «Унион Эспаньола».
В начале 2013 года Овелар присоединился к «Хуан Аурич». 16 марта в поединке против «Унион Комерсио» он дебютировал за новый клуб. В это же поединке Роберто забил свой первый гол за «Хуан Аурич». 7 августа в матче Южноамериканского кубка против колумбийского «Рионегро Агилас» он забил мяч. Летом 2014 года Овелар покинул Перу и подписал контракт с колумбийским «Атлетико Хуниор». 27 июля в матче против «Униаутонома» он дебютировал в Кубке Мустанга. 13 апреля 2015 года в поединке против «Санта-Фе» Роберто забил свой первый гол за «Атлетико Хуниор». В том же году он помог клубу выиграть Кубок Колумбии. 13 августа в матче Южноамериканского кубка против перуанского «Мельгара». В 2016 году в розыгрыше Южноамериканского кубка в поединках против венесуэльского «Депортиво Лара» и боливийского «Блуминга» Овелар забил три мяча. 8 февраля 2017 года в матче Кубка Либертадорес против венесуэльского «Карабобо» он отметился забитым мячом. В том же году Роберто во второй раз стал обладателем Кубка Колумбии. 4 августа в поединке Южноамериканского кубка против «Депортиво Кали» Роберто забил гол.
В начале 2018 года Оведар присоединился к «Мильонариос».

## Достижения
Командные
 «Универсидад Сан-Мартин»
- Чемпионат Перу по футболу — 2008

 «Атлетико Хуниор»
- Обладатель Кубка Колумбии — 2015
- Обладатель Кубка Колумбии — 2017